# Old Parliament House

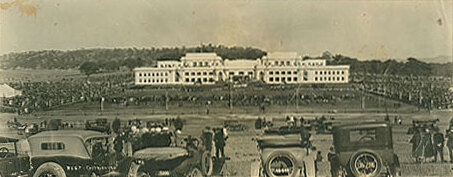
Old Parliament House w 1927

Old Parliament House, znany wcześniej jako Provisional Parliament House siedziba parlamentu Australii w latach 1927–1988. Budynek został oficjalnie otwarty 9 maja 1927 po przeniesieniu siedziby rządu z Melbourne do Canberry. Obecnie odbywają się w nim wystawy malarstwa, wykłady i koncerty, a część pomieszczeń zajmowana jest przez Australijskie Archiwum Państwowe.
Zaprojektowany przez Johna Murdocha budynek miał służyć jako budynek parlamentu przez najwyżej 50 lat i dlatego określany był jako "tymczasowy" (provisional). Murdoch wraz z zespołem asystentów zaprojektował nie tylko sam budynek ale także otaczające go ogrody, a nawet opisał ogólnie wyposażenie, meble i styl wnętrz. Old Parliament House został zaprojektowany w modnym w latach 20. i 30. Canberze stylu "stripped Classical" – posiadał cechy budowli neoklasycystycznych (porządek linii, symetria układu) ale bez elementów takich jak kolumny, belkowanie czy frontony.